# La Palma, Ixtlán de Juárez
La Palma är en ort i Mexiko.   Den ligger i kommunen Ixtlán de Juárez och delstaten Oaxaca, i den sydöstra delen av landet, 400 km sydost om huvudstaden Mexico City. La Palma ligger 689 meter över havet och antalet invånare är 226.
Terrängen runt La Palma är kuperad norrut, men söderut är den bergig. Runt La Palma är det glesbefolkat, med 15 invånare per kvadratkilometer. Närmaste större samhälle är Ayotzintepec, 9,1 km nordost om La Palma. I omgivningarna runt La Palma växer i huvudsak städsegrön lövskog.